# Lure (Alta Saona)
Lure (AFI: /lyʀ/; tedesco: Lüders /ˈlydɐs/) è un comune francese di 8 600 abitanti situato nel dipartimento dell'Alta Saona nella regione della Borgogna-Franca Contea.

## Società

### Evoluzione demografica
Abitanti censiti

## Monumenti ed edifici religiosi
- Abbazia di Lure, fondata nel 611 da San Deicolo, monaco irlandese di Luxeuil, discepolo e compagno di San Colombano;
- Chiesa parrocchiale di San Martino;
- Cappella della Perseveranza;
- Ospedale Marie-Richard;
- Palazzo comunale e di giustizia.

## Amministrazione

### Gemellaggi
- Asperg, Germania